# Vesna Pešić
Vesna Pešić, cyr. Весна Пешић (ur. 6 maja 1940 w Belgradzie) – serbska polityk, socjolog i dyplomata, działaczka na rzecz praw człowieka, wykładowczyni akademicka, ambasador w Meksyku, założycielka Obywatelskiego Sojuszu Serbii (GSS).

## Życiorys
Ukończyła studia na Wydziale Filozofii Uniwersytetu w Belgradzie. Uzyskała następnie magisterium i doktorat z socjologii. Pracowała jako wykładowczyni akademicka w różnych instytutach. Współtworzyła jugosłowiański Komitet Helsiński, a także Centrum Działań Antywojennych w Begradzie.
W okresie przemian politycznych działała w Partii Reform, którą utworzył Ante Marković. W 1992 założyła i stanęła na czele partii Obywatelski Sojusz Serbii. W latach 1993–1997 sprawowała mandat posłanki do Zgromadzenia Narodowego Republiki Serbii. Brała udział w organizowaniu opozycyjnych koalicji sprzeciwiających się rządom Slobodana Miloševicia. W 1999 na stanowisku przewodniczącego GSS zastąpił ją Goran Svilanović. Od 2001 do 2005 Vesna Pešić sprawowała urząd ambasadora Federalnej Republiki Jugosławii i następnie Serbii i Czarnogóry w Meksyku. W 2007 po fuzji GSS z Partią Liberalno-Demokratyczną została przewodniczącą rady politycznej LDP. W 2008 ponownie została wybrana do parlamentu, w 2011 po konflikcie z Čedomirem Jovanoviciem odeszła z partii. Po zakończeniu kadencji Zgromadzenia Narodowego w 2012 wycofała się z działalności politycznej.